# Commercieel directeur
De commercieel directeur, vaak aangeduid als CCO (chief commercial officer), is als lid van het managementteam (directiecomité of Executive Comittee, op 'C-level' of 'CXO-level') verantwoordelijk voor de commerciële strategie en de ontwikkeling van een organisatie of bedrijf. Het omvat doorgaans activiteiten met betrekking tot marketing, verkoop, productontwikkeling en klantenservice om de groei en het marktaandeel van bedrijven te stimuleren. 
In zijn functie houdt de commercieel directeur zich primair bezig met het verzekeren van het geïntegreerde commerciële succes van een organisatie. De rol omvat doorgaans het hebben van technische kennis van het relevante veld gecombineerd met sterke vaardigheden in de marketing en bedrijfsontwikkeling (sales development).
Een commercieel directeur is typisch verantwoordelijk voor de verkoopkantoren, verkoopsondersteunende teams, de beleving van de klant ten aanzien van het product- of dienstenaanbod en bewaakt hij als lid van het directiecomité dat alle functies van de organisatie zijn afgestemd op de strategische commerciële doelstellingen. Dit betekent dat de commercieel directeur nauw verbonden is met de strategische beleidsbepaling van de organisatie: het opstellen, implementeren en evalueren van cross-functionele beslissingen waarmee een organisatie haar langetermijndoelstellingen wenst te bereiken.